# بوب راسيل (لاعب هوكي جليد)
بوب راسيل هو لاعب هوكي جليد كندي، ولد في 5 فبراير 1955 في تورونتو في كندا.

## وصلات خارجية
- بوب راسيل على موقع EliteProspects.com (الإنجليزية)
- بوب راسيل على موقع HockeyDB.com (الإنجليزية)